# Rutina Wesley
Rutina Wesley (Las Vegas, 21 dicembre 1978) è un'attrice statunitense, che lavora in campo teatrale, televisivo e cinematografico, nota principalmente per il ruolo di Tara Thornton nella serie True Blood.

## Biografia
Nata e cresciuta a Las Vegas, figlia di Ivery Wheeler, un ballerino di tip-tap professionista, e Cassandra Wesley, una showgirl. Ha frequentato il liceo Las Vegas Academy of International Studies, Performing and Visual Arts e ha studiato danza al Simba Studios e al West Las Vegas Arts Center.  Dopo varie audizioni viene accettata all'Università di Evansville nell'Indiana, dove si laurea in teatro. Ha proseguito la sua istruzione, entrando alla Juilliard School nel 2001 e laureandosi nel maggio del 2005.
Nel dicembre del 2006 debutta a Broadway nella commedia di David Hare The Vertical Hour con la regia di Sam Mendes, dove recita al fianco di Julianne Moore e Bill Nighy, l'anno seguente recita nella produzione teatrale In Darfur.
L'attrice ottiene un ruolo minore nel film del 2005 Hitch - Lui sì che capisce le donne, ma in fase di montaggio la scena viene tagliata. Il suo vero debutto sul grande schermo è con un ruolo di rilievo nel film Al ritmo del ballo del regista britannico Ian Iqbal Rashid, incentrato sul mondo della danza.
Dal 2008 al 2014 ha interpretato il ruolo di Tara Thornton nella serie televisiva della HBO True Blood, creata da Alan Ball.
Nel 2015 entra nel cast di Arrow della The CW, con il ruolo di Lady Cop. Nel 2016 è stata scelta per interpretare la protagonista, Nova Bordelon, nella serie Queen Sugar, prodotta da Oprah Winfrey e Ava DuVernay. Dal 2023 veste i panni di Maria nella serie di HBO The Last of Us, tratta dall'omonimo videogioco.

### Vita privata
Rutina trascorre il suo tempo tra Los Angeles e Astoria, nel Queens. Dal 2005 al 2013 è stata sposata con l'attore Jacob Fishel. Nel novembre 2017 l'attrice ha fatto coming out e ha annunciato le nozze con la compagna Shonda. Nel 2019 si sono lasciate.

## Filmografia

### Cinema
- Al ritmo del ballo (How She Move), regia di Ian Iqbal Rashid (2007)
- California Winter, regia di Odin Ozdil (2012)
- 13 Sins, regia di Daniel Stamm (2014)
- Last Weekend, regia di Tom Dolby e Tom Williams (2014)
- The Perfect Guy, regia di David M. Rosenthal (2015)

### Televisione
- Numb3rs – serie TV, episodio 5x06 (2008)
- True Blood – serie TV, 80 episodi (2008-2014)
- A Drop of True Blood – mini episodi TV, episodio 1x03 (2010)
- Hannibal – serie TV, 5 episodi (2015)
- Arrow – serie TV, episodi 4x04-5x14 (2015-2017)
- Queen Sugar – serie TV, 88 episodi (2016-2022)
- The Walking Dead – serie TV, episodio 9x14 (2019)
- The Last of Us – serie TV, 5 episodi (2023-2025)

## Doppiatrici italiane
Nelle versioni in italiano delle opere in cui ha recitato, Rutina Wesley è stata doppiata da:
- Letizia Scifoni in True Blood (st. 5-7), The Walking Dead, The Last of Us
- Laura Latini in True Blood (st. 1-4)
- Laura Lenghi in Hannibal
- Alessia Amendola in Arrow